# Almuth Herbst
Almuth Herbst (* in Bocholt als Almuth Hischemöller) ist eine deutsche Opernsängerin (Mezzosopran) und Autorin.

## Leben
Herbst wuchs als jüngstes von sechs Kindern in Bocholt auf. Ab einem Alter von vier Jahren erhielt sie Geigenunterricht. Nach dem Abitur am Euregio-Gymnasium Bocholt studierte sie zunächst Theologie (Kirchliches Examen) an der WWU Münster und anschließend Gesang. 
Nach dem Theologiestudium begann Herbst eine Gesangsausbildung bei Kammersänger Reinhard Leisenheimer an der Musikhochschule Köln. Sie erhielt Stipendien für Meisterkurse bei Kurt Moll, Ingeborg Hallstein, Siegfried Jerusalem, Konrad Richter und Breda Zakotnic (Salzburg) sowie Tamara Novichenko (St. Petersburg). Ihr Konzertexamen absolvierte sie an der Messiaen Akademie in den Niederlanden bei Anne Haenen. Nach dem Tod ihres langjährigen Mentors Reinhard Leisenheimer übernahm Elena Batoukova-Kerl (u. a. Staatsoper Wien, Staatsoper unter den Linden) ihre stimmliche Weiterentwicklung.
Solistische Verpflichtungen bei dem WDR-Rundfunk-Chor und -Orchester, dem SWR, Radio 4 der Niederlande und Orchestern der Musikfabrik NRW, der Philharmonie Baden-Baden, dem Orchester der Städtischen Bühnen Hagen, der Neuen Philharmonie Westfalen und dem Nederlands Bach Ensemble führten sie u. a. auf die Bühnen der Philharmonie Essen, des Konzerthauses Dortmund, der Beethovenhalle in Bonn, Ruhrfestspielhaus Recklinghausen, der Jahrhunderthalle und de Spiegel in Zwolle, NL.
Im Jahr 2016 eröffnete sie die Schloßfestspiele Wernigerode mit El amor brujo von Manuel de Falla unter der Leitung von Gheorghe Costin. 2022 sang sie den Solopart in Aaron Coplands In The Beginning bei den Jubiläumskonzerten zum 75-jährigen Bestehen des WDR-Rundfunkchores, unter der Leitung von Nicolas Fink.
Auf der Opernbühne arbeitete sie mit den Regisseuren Willy Decker, Jan Peter, Elisabeth Stöppler, Alexander von Pfeil, Ingo Kerkhof, Roland Schwab, Michiel Dijkema, Michael Schulz, Dietrich Hilsdorf, Philipp Stölzl, Dominique Horwitz und Thilo Reinhardt.
Gastengagements führten sie an die niedersächsische Staatsoper Hannover, das Konzert Theater Bern, das Nationaltheater Mannheim, die Wuppertaler Bühnen, die Städtischen Bühnen Münster, das Grand Théatre de la Ville de Luxembourg, das Aalto-Theater in Essen, die Oper Graz, das Anhaltische Theater Dessau, die Oper Dortmund, die Ruhrtriennale, Oper Bonn. Sie sang bei der Uraufführung von Werken von Samir Odeh-Tamimi, Gustavo Trujillo, Sidney Corbett und Ulrich Schultheiss. 
Zur Spielzeit 2008/09 wurde Herbst Mitglied des Soloensembles am Musiktheater im Revier, Gelsenkirchen, wo sie u. a. als Brangäne (Tristan und Isolde), Dulcinée (Don Quichotte), Muse/Nicklausse (Hoffmanns Erzählungen) und als Mère Marie (Dialoges des Carmélites) reüssierte.
Am Aalto-Theater Essen sang Herbst im März 2023 bei der Uraufführung der Oper Dogville von Gordon Kampe (nach dem gleichnamigen Film von Lars von Trier) die Rolle der Ma Ginger. Im Mai trat sie am Musiktheater im Revier als Bernarda Alba in Aribert Reimanns Oper Bernarda Albas Haus nach dem gleichnamigen Drama von Federico García Lorca auf.
Eine künstlerische Beziehung verbindet sie mit dem niederländischen Pianisten Marien van Nieukerken, der Leiter der Liedklassen in Amsterdam, Den Haag und am ArteZ Conservatorium Zwolle war. 2002 unternahm das Duo eine Tournee nach Nordamerika mit Konzerten in New York, Brunswick und dem Hudson Opera House.

## Autorin
- Wintersaat. Historischer Roman. Solibro, Münster 2017, ISBN 978-3-96079-027-3.

## Auszeichnungen
- 2003: Finalistin Erna-Sporenberg-Concour
- 2016: Gelsenkirchener Theaterpreis